# Хајланд Хејвен (Тексас)
Хајланд Хејвен (енгл. Highland Haven) град је у америчкој савезној држави Тексас. По попису становништва из 2010. у њему је живело 431 становника.

## Демографија
Према попису становништва из 2010. у граду је живело 431 становника, што је 19 (4,2%) становника мање него 2000. године.
| Група             | 2000.       | 2010.       |
| Белци             | 427 (94,9%) | 409 (94,9%) |
| Афроамериканци    | 0 (0,0%)    | 1 (0,2%)    |
| Азијати           | 1 (0,2%)    | 2 (0,5%)    |
| Хиспаноамериканци | 20 (4,4%)   | 13 (3,0%)   |
| Укупно            | 450         | 431         |